# Beaux mais pauvres
Série
Pauvres mais beaux
(1957) Pauvres Millionnaires
(1959)
Pour plus de détails, voir Fiche technique et Distribution.
Beaux mais pauvres (titre original : Belle ma povere) est un film italien de comédie, réalisé par Dino Risi,  et sorti au cinéma en 1957.
Il s'agit du deuxième volet d'une trilogie, commencée l'année précédente avec Pauvres mais beaux (Poveri ma belli) et achevée en 1959 avec Pauvres Millionnaires.

## Synopsis
Romolo et Salvatore sont fiancés à Anna Maria et Marisa et comptent bien les épouser. Mais l'amour ne suffit pas pour se marier, ils doivent également pouvoir subvenir aux besoins de la famille. Mais ni l'un ni l'autre ne travaille, ils se sont alors inscrits à une école, mais seul Romolo réussit.

## Fiche technique
- Titre : Beaux mais pauvres
- Titre original : Belle ma povere
- Titre alternatif : Belles mais pauvres[1]
- Réalisateur : Dino Risi
- Scénaristes : Dino Risi, Pasquale Festa Campanile et Massimo Franciosa
- Photographie : Tonino Delli Colli
- Montage : Mario Serandrei
- Producteur : Silvio Clementelli
- Musique : Piero Piccioni
- Sociétés de production : Titanus
- Long-métrage : italien
- Genre : Comédie
- Durée : 99 minutes
- Dates de sortie : 
  - Italie : 23 décembre 1957
  - France : 19 janvier 1970

## Distribution
- Marisa Allasio : Giovanna
- Maurizio Arena : Romolo
- Renato Salvatori : Salvatore
- Lorella De Luca : Marisa
- Alessandra Panaro : Anna Maria
- Riccardo Garrone : Franco
- Marisa Castellani : ?
- Carlo Giuffré : ?
- Memmo Carotenuto : Alvaro
- Nino Vingelli : ?
- Gildo Bocci : ?
- Lina Ferri : ?
- Sergio Cardinaletti : ?
- Maurizio Monticelli : ?
- Roy Ciccolini : ?